# ارس خزنده
ارس خزنده(نام علمی: Juniperus horizontalis) نام یک گونه از سرده ارس است.

## نگارخانه

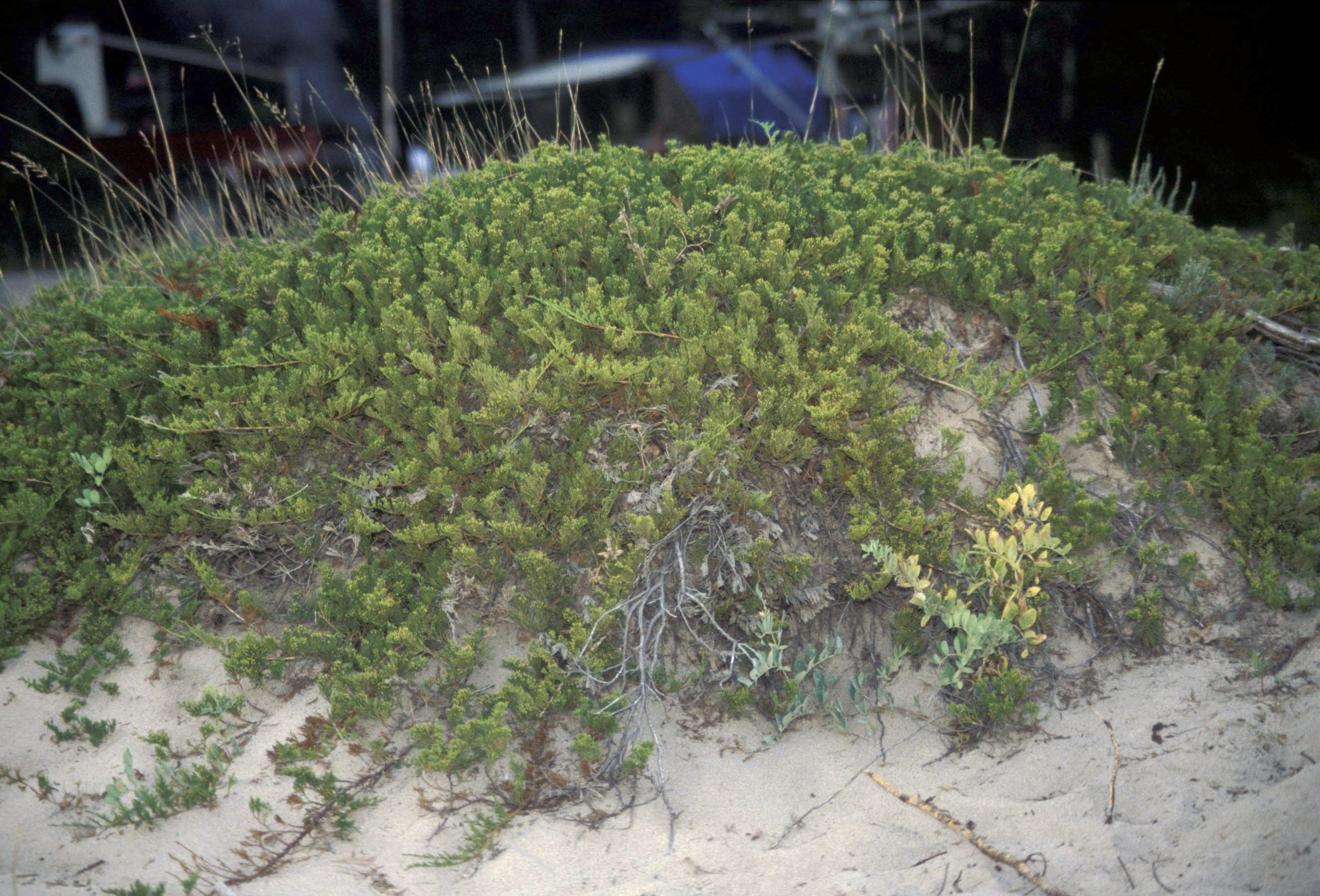
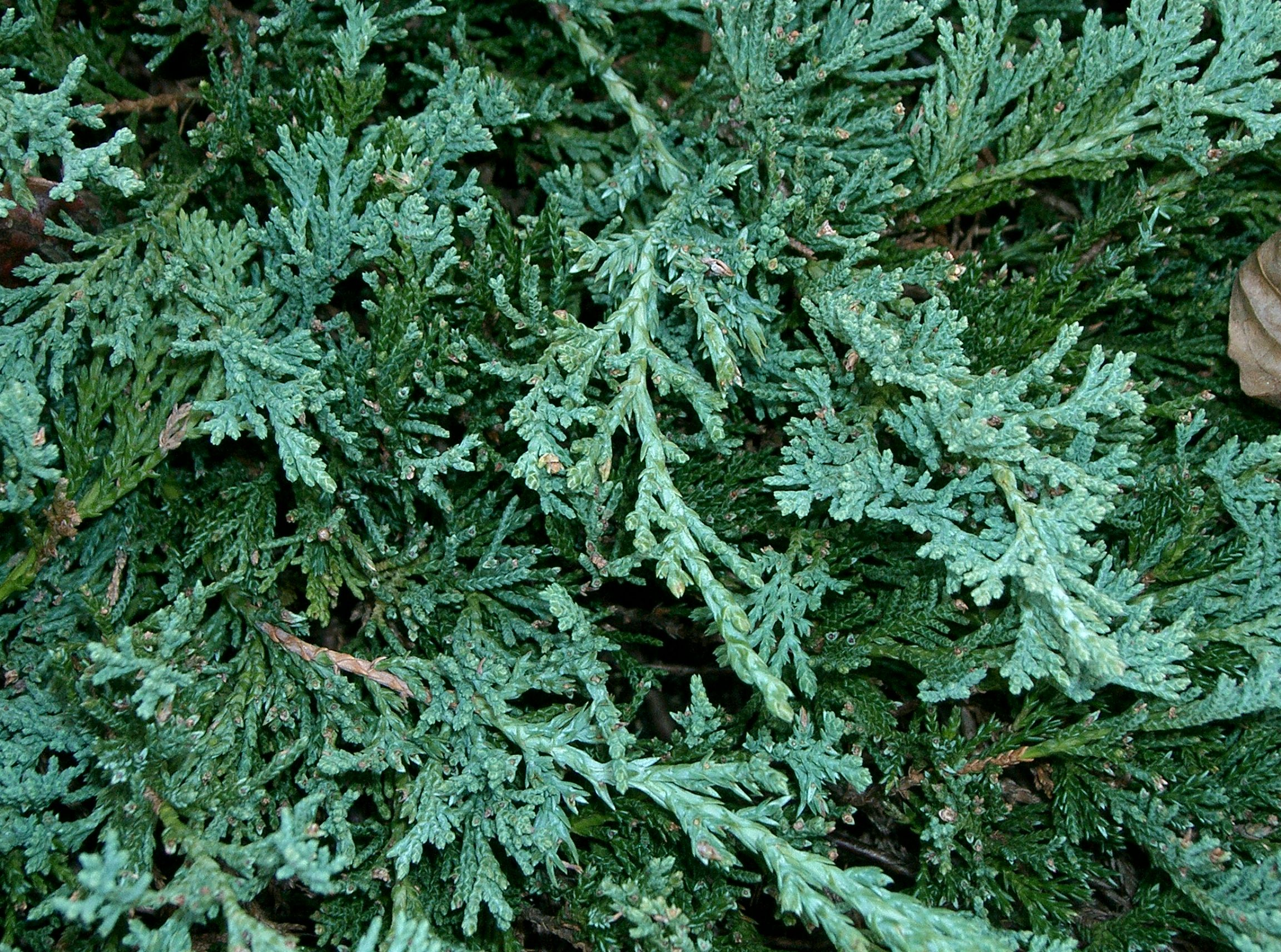